# Alchemilla flavescens
Alchemilla flavescens es una especie de planta del género Alchemilla, perteneciente a la familia Rosaceae.

## Taxonomía
Alchemilla flavescens fue descrita por Robert Buser en 1894.

## Distribución
Se encuentra en el territorio de Buriatia, óblast de Irkutsk y Mongolia.